# Katsushika Hokusai
Katsushika Hokusai (Japans: 葛飾北斎, Katsushika Hokusai) (Edo, 31 oktober 1760 – aldaar, 10 mei 1849) was een Japanse prentkunstenaar, schilder en tekenaar. Hij hield zich vooral bezig met het maken van houtsnedeprenten, beter bekend als ukiyo-e. Hokusai heeft binnen alle genres van ukiyo-e gewerkt, maar het beroemdst werd hij door zijn landschapsafbeeldingen. Zijn leven vat de overgang samen van de elegantie in de prentkunst van de 18e eeuw tot het hoogtepunt ervan in de 19e eeuw. Tot zijn bekendste werken behoren De grote golf bij Kanagawa, de Zesendertig gezichten op de berg Fuji en zijn Manga.

## Jeugd
Hokusai werd geboren als Nakajima Tokitaro op 23 september van het 10e jaar van de Horeki-periode (1760) in Honjo Warigesui, de huidige straat Hokusai Dōri (Kamezawa-buurt) in Sumida (Tokio). Zijn vader, Nakajima Ise, van wie weinig bekend is, vervaardigde spiegels voor het hof van de shogun. Een andere theorie zegt dat Hokusai geadopteerd werd door de Nakajima-familie in zijn kindertijd. Daar heeft hij de naam Tokitaro gekregen die hij later veranderde in Tetsuzō.
Er is bijna niets bekend over zijn jeugd, enkel dat hij toen erg geïnteresseerd was in het maken van prenten. In zijn latere jaren herinnerde hij zich hoe hij op 5- of 6-jarige leeftijd graag schetsen maakte van het gewone leven, kortom de realiteit. De familie Nakajima had het niet zo breed, waardoor Tetsuzō voor een bepaalde tijd in een bibliotheek moest gaan werken als assistent. Op 14-jarige leeftijd ging hij in de leer bij een graveur, waar hij tot zijn 18de de houtsnijkunst beoefende.

## Levensloop en professionele carrière
Op 19-jarige leeftijd, toen hij al wat ervaring had opgedaan met houtsnijkunst, begon hij te werken in het atelier van de ukiyo-e-kunstenaar Katsugawa Shunso (1726-1792), die gespecialiseerd was in portretten van acteurs. Onder de naam Katsukawa Shunrō maakte hij prenten van vrouwen (bijin-ga) en Kabuki-artiesten (Yakusha nigao-e) in de trant van het werk van Shunkō (1743-1812) en Shunei (1762-1819). Hoe het hem gelukt is om leerling te worden van deze bekende ukiyo-e-kunstenaar is tot op heden niet bekend. Omdat hij het in artistiek opzicht niet eens was met zijn docent, moest hij in 1785 het atelier verlaten.

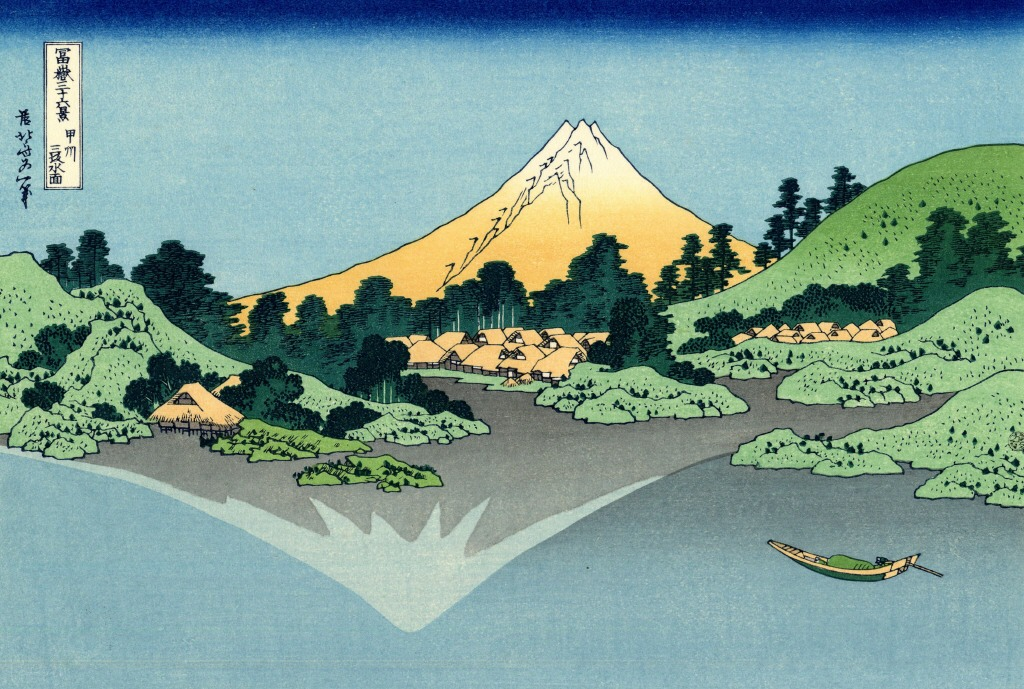
De Fuji-berg gereflecteerd in het Kawaguchi-meer, gezien vanaf de Misaka-pas in de provincie Kai.

Hierna brak er een periode van armoede aan voor Hokusai. Hij bleef wel studeren om zich in artistiek opzicht te verbeteren. Gedurende een korte tijd werkte hij ook met de schilder Kanō Yusen (1778-1815). Kanō Yusen was pas 17 jaar toen Hokusai in 1793 met hem meeging om het mausoleum van Tokugawa Ieyasu in Nikkō te herstellen. Onderweg gaf Hokusai kritiek op een tekening die Yusen had gemaakt. Hij zei dat er geen realiteit in zijn werk zat, waardoor Yusen kwaad werd en hem terugstuurde naar Edo. Deze relatie was dus van korte duur.
Hij heeft meer dan 50 namen gebruikt om zijn werken te tekenen, maar de naam Hokusai waar hij zo bekend om staat, heeft hij pas vanaf zijn 46e jaar aangenomen. Vanaf 1800 begon hij zijn werken ook met de naam Gakyō Rōjin Manji te tekenen, wat "oude man gek op kunst" betekent.
Hij huwde twee keer zonder succes en kreeg vijf kinderen, van wie drie nakomelingen noemenswaardig zijn. Zijn eerste zoon en kleinzoon hebben hem in de schulden gebracht, waardoor hij gedwongen werd om continu op de vlucht te zijn. Dit moest eigenlijk een periode zijn waarin hij als eervolle inwoner in Edo kon wonen, maar tevergeefs.

Hij had in totaal 93 huizen die voor een groot deel niet meer verzorgd werden en waarvan hij de huur niet kon betalen. Hokusai heeft eens de grap gemaakt dat het beter is om te verhuizen dan op te ruimen.

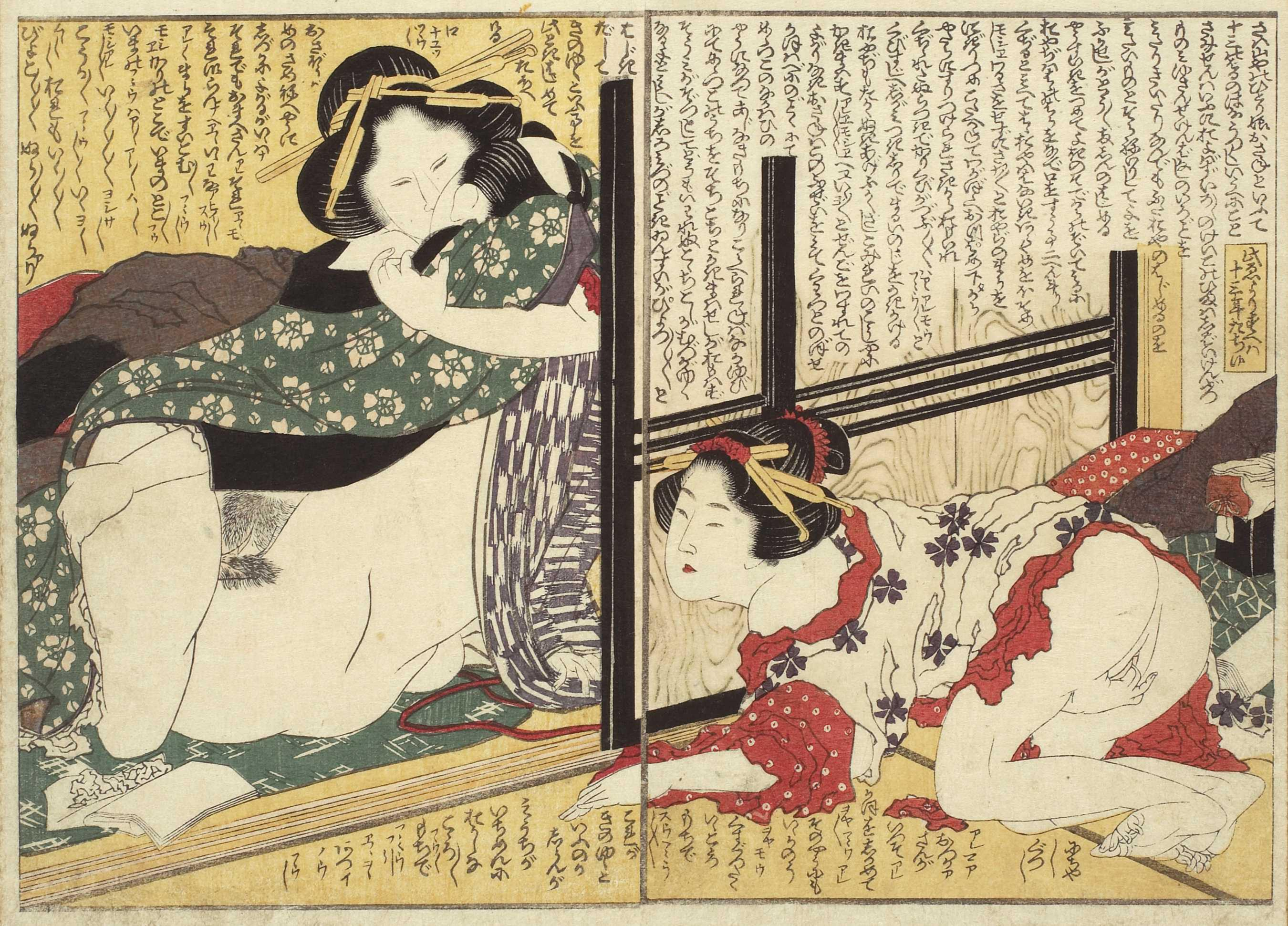
Door Hokusai gemaakte Shunga

 Op 68-jarige leeftijd kreeg hij een beroerte waarvan hij uiteindelijk genas dankzij traditionele geneeskunde. Tien jaar later (1839) brandde zijn huis af, samen met al zijn notities en schetsen.
In 1834 ging hij met pensioen en verhuisde naar Uraga. Tegelijkertijd veranderde hij zijn naam in Miuraya Yaemon. Tijdens zijn laatste levensjaren verzorgde zijn dochter Katsushika Oi (ook bekend als Ei) hem. Zij had een vreemd gezicht waardoor haar vader haar "Chin-chin" noemde, wat een koosnaampje was voor een Pekinese hond. Oi was zeer getalenteerd in het schilderen en vele van haar schilderijen worden tot op heden zeer geprezen. Op zijn doodsbed zei Hokusai de volgende woorden tegen zijn dochter:
Mocht de hemel mij tien extra jaren geven! Of vijf meer, dan was ik een echte schilder geworden.
Zijn lichaam werd begraven in de Boeddhistische Seikyo-ji-tempel in Taito (Tokio) in het noordoosten van Tokio.

## Inspiratie
Hoewel Hokusai een leerling van Shunshō was, net als Sharaku, beperkte hij zich niet in thema’s. Hij was productief en begaafd en maakte zo'n 30.000 tekeningen, die grotendeels als boekillustraties werden gereproduceerd. Hij publiceerde een manga die uit 15 delen bestaat (1814-1848), waarin een ongeëvenaard beeld van het leven in zijn tijd, vooral van het straatleven in en om Edo, getekend staat. 

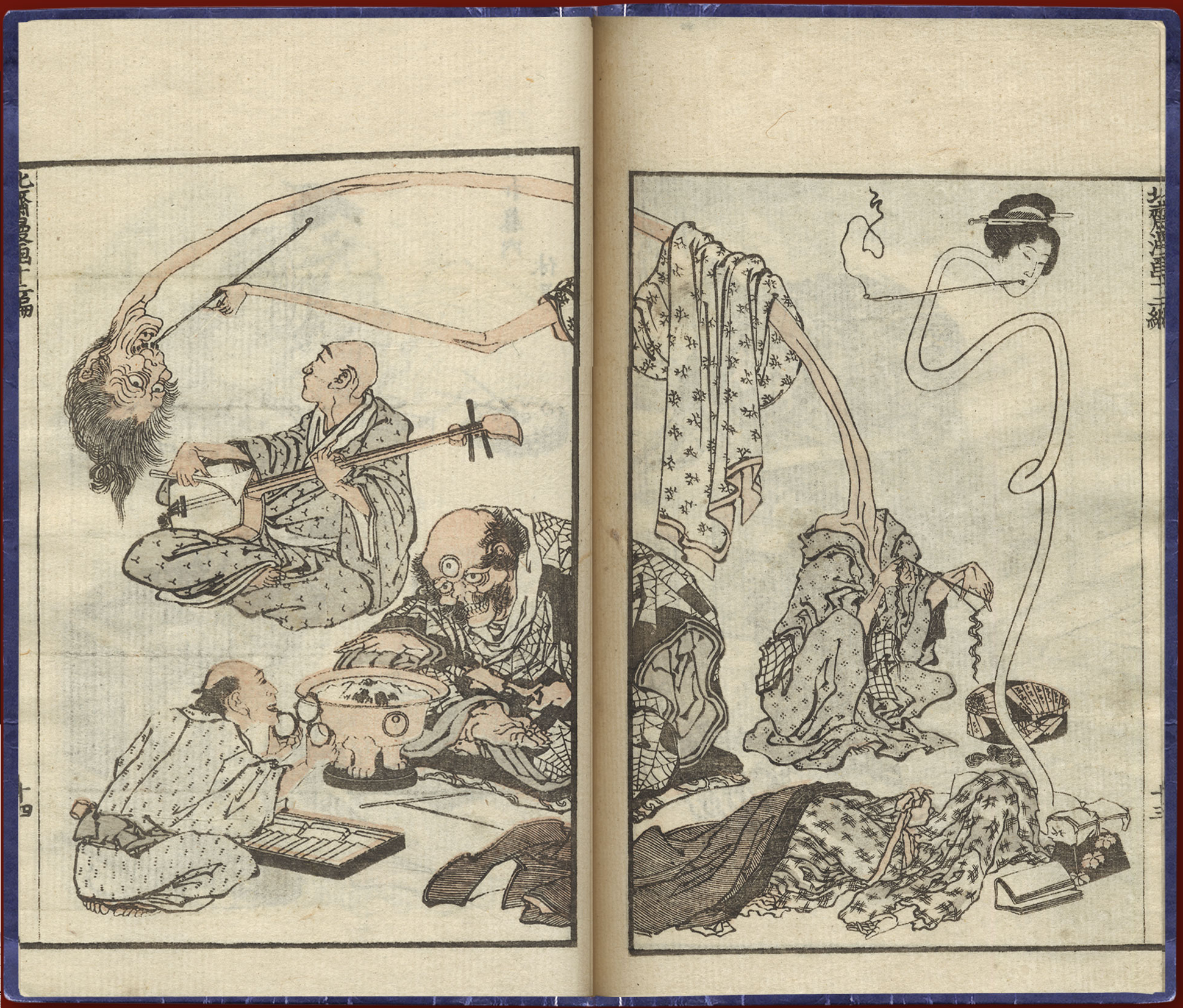
Een afbeelding uit zijn Manga

In 1796, bij de terugkeer van een verblijf in Nagasaki, onderwees Shiba Kōkan hem de eerste beginselen van het Europese perspectief. Hij was zeer geïnteresseerd in de Tosa-stijl, de Chinese schilderkunst uit de Ming-periode en de schilderkunst van Kōrin (1663-1743). Daarnaast was hij een bewonderaar van de mensheid en de vele boeken die hij alleen of samen met zijn leerlingen publiceerde, staan vol met schetsen van Japanse tradities, legendes en het dagelijkse leven van de volksmens. Hokusai heeft ook de illustraties gemaakt van vele Kibyōshi, romans van Santō Kyōden(1761-1816) en Bakin(1767-1848). Zijn liefde voor logica toonde zich ook in zijn werken. Hij verdiepte zich bijvoorbeeld in de wiskunde en hielp mee met de publicatie van een Kibyōshi over dat onderwerp.
Buiten deze boeken en prenten tekende hij ook vele surimono, luxe prenten met poëzie in opdracht van dichters, waar zijn student Hokkei zich later volledig op toelegde.
Maar zoals vele andere ukiyo-e-schilders was hij een liefhebber van het landschap en dit toonde hij door het op een nieuwe en verjongde manier weer te geven. Hij ging minder kleuren gebruiken, maar maakte ze genuanceerder en heftiger. Dit beklemtoonde de kracht in al zijn werken.

## Werken
Zijn bekendste werken heeft hij gemaakt op 70-jarige leeftijd. Dit zijn enkele namen van zijn bekende werken.

### Gezichten op de berg Fuji

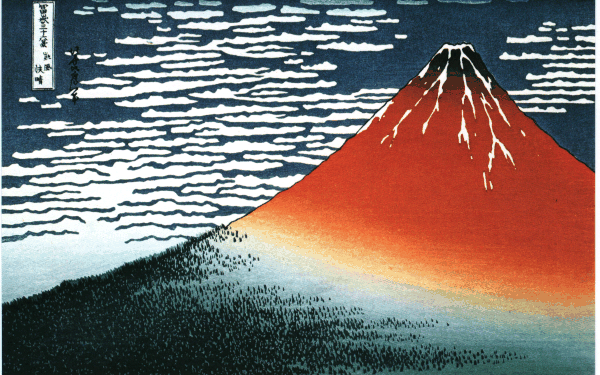
Een van de Gezichten op de berg Fuji.

Zijn bekendste werken maakte hij na zijn zestigste. De Fugaku Sanjūrokkei, ofwel de "Zesendertig gezichten op de berg Fuji" maakte hij in 1831 nadat hij door toedoen van zijn kleinzoon in ernstige financiële problemen was gekomen. Hij gebruikte in deze werken vaak in plaats van het vanouds bekende plantaardige indigoblauw het betrekkelijk nieuwe Pruisisch blauw, een chemische kleurstof die in Japan pas vanaf 1829 bekend was.

### De grote golf bij Kanagawa

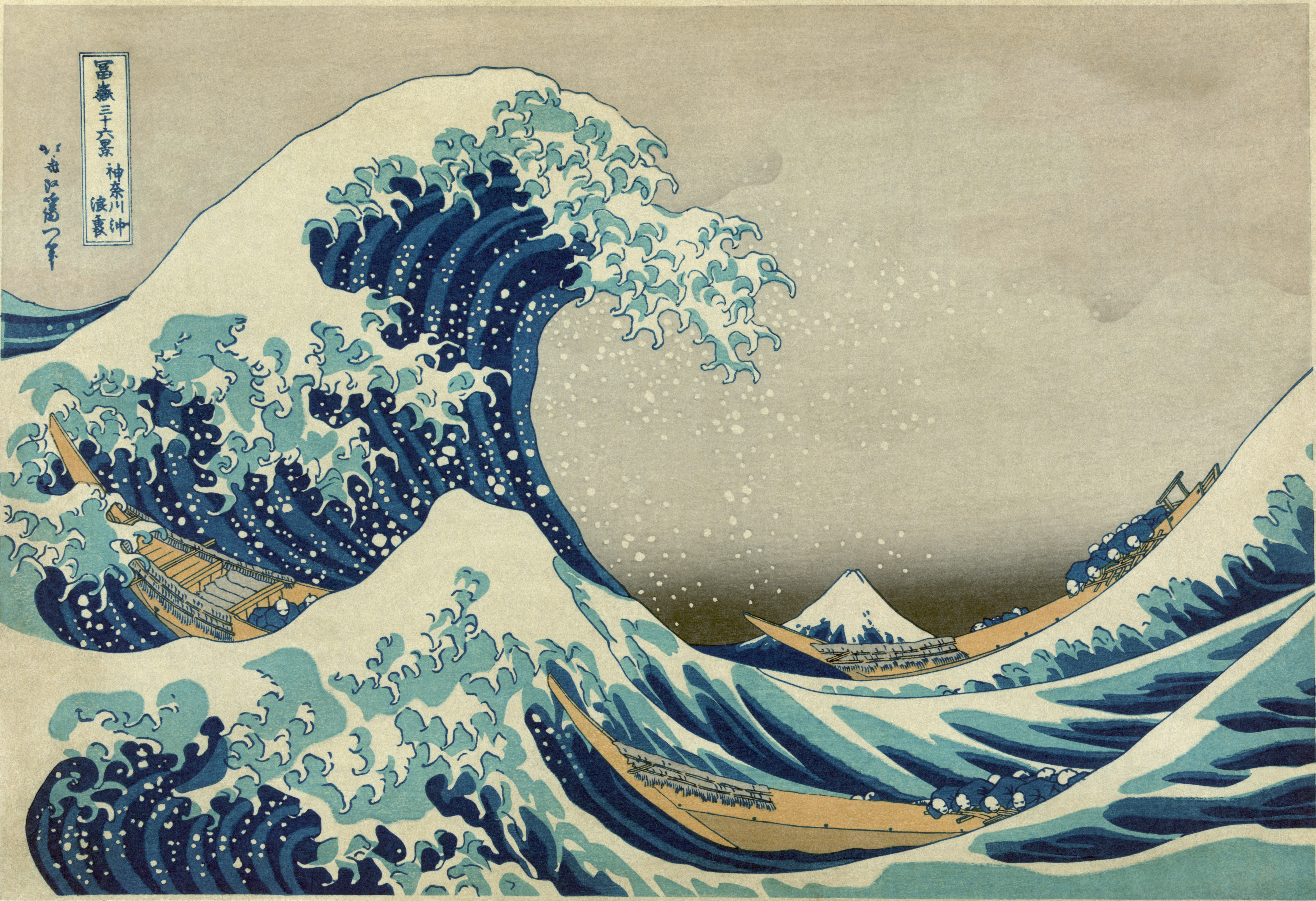
De grote golf bij Kanagawa

Hokusais bekendste werk is De grote golf bij Kanagawa, waar enkele bootjes op een zee van reusachtige golven proberen te varen. Vooral de grootste golf is indrukwekkend en heeft iets van een monster met klauwen. Deze golf verbeeldt de kracht van de natuur en evenzo de kracht van de roeiers in de bootjes. Op de achtergrond staat de berg Fuji, maar Hokusai heeft hem waarschijnlijk ook in de voorste golf afgebeeld, aangezien die golf precies dezelfde vorm heeft als de Fuji vanuit een ander perspectief. Kunsthistoricus Julie Nelson Davis heeft onderzoek naar Hokusai gedaan en concludeerde dat de kans bestaat dat zijn dochter Oi een groot deel van het kunstwerk heeft gemaakt.
Dit werk heeft sindsdien veel kunstenaars geïnspireerd, maar ook veel tekenaars van politieke (spot)prenten.

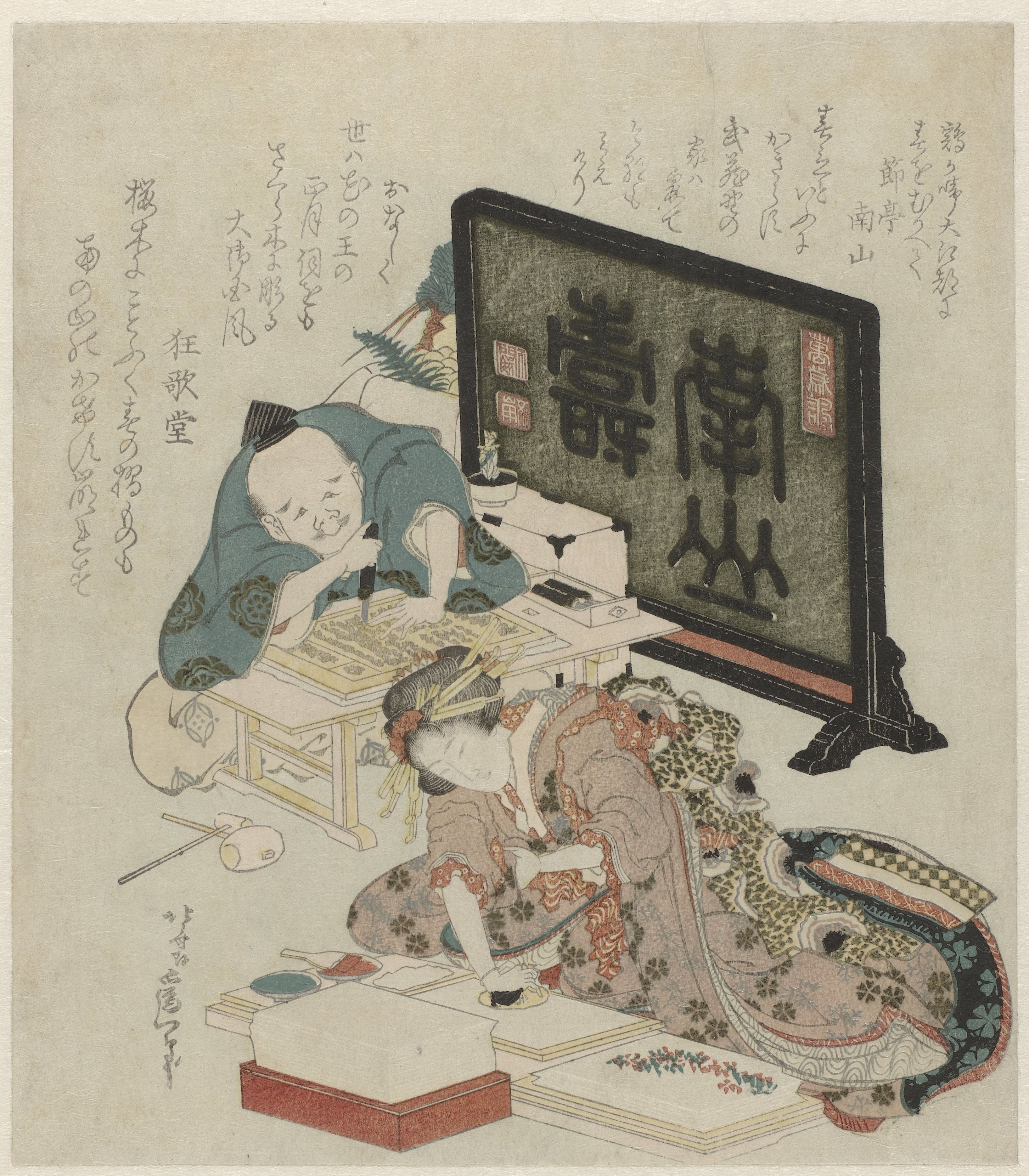
Een snijder en drukker van Surimono

| naam                                                            | jaar      | soort                      |
| --------------------------------------------------------------- | --------- | -------------------------- |
| Lady and Attendants                                             | ±1779     | schilderij op zijde        |
| Asakusa Shrine, Edo                                             | ±1780     | houtsnedeprent             |
| Four Courtesans of the House of Chojiya                         | 1782      | houtsnedeprent             |
| Seyawa Kikujuro Acting Woman's Part                             | 1783      | houtsnedeprent             |
| Actor Danjurō                                                   | 1784      | houtsnedeprent             |
| Chinese Boys at Play                                            | 1789      | houtsnedeprent             |
| Attack on Moranoa's Castle from Chusingura                      | 1789–1806 | houtsnedeprent             |
| Tour of famous waterfalls                                       | 1799      | houtsnedeprent             |
| A Ferryboat with Passengers Bearing New Year's Gifts            | ±1800     | surimono                   |
| Famous sights of the Eastern capital                            | 1800      |                            |
| Portrait of the Artist from The Tactics of General Oven         | 1800      | houtsnedeprent in roman    |
| Amusements of the Eastern Capital                               | 1800–1802 | houtsnedeprentreeks        |
| Shower at Shin-Yangi Bridge from Both Banks of the Sumida River | 1803      | houtsnedeprent in gidsboek |
| Views along the banks of the Sumida river                       | 1806      | houtsnedeprent             |
| Chinese Tortures from Bakin's Cruelties of Dobki                | 1807      | houtsnedeprent in roman    |
| Strange Tales of the Bow Moon(illustrations)                    | 1807-1811 | prenten                    |
| Quick Lessons on Simplified Drawing                             | 1812      | geïllustreerd gidsboek     |
| Hokusai Manga (15 volumes)                                      | 1814–1834 | schetsen                   |
| 36 views of Mount Fuji                                          | 1823–1829 | houtsnedeprentreeks        |
| Painting in Three Forms                                         | 1816      | geïllustreerd gidsboek     |
| The Dream of the Fisherman's Wife                               | 1820      | erotische houtsnedeprent   |
| Designs with a single stroke of the brush                       | 1823      | geïllustreerd gidsboek     |
| A Tour of the Waterfalls of the Provinces                       | 1827–1830 | houtsnedeprentreeks        |
| Unusual Views of Celebrated Bridges in the Provinces            | 1827–1830 | houtsnedeprentreeks        |
| Small Flowers                                                   | 1830      | houtsnedeprentreeks        |
| Large Flowers                                                   | 1830      | houtsnedeprentreeks        |
| Views of famous bridges                                         | ±1831     | houtsnedeprentreeks        |
| Oceans of Wisdom                                                | 1833      | houtsnedeprentreeks        |
| Flock of chickens                                               | 1833-1844 | houtsnedeprent             |
| A tour of famous waterfalls                                     | 1833-1844 | houtsnedeprentreeks        |
| One-hundred views of Mount Fuji (3 volumes)                     | 1834-1835 | houtsnedeprentreeks        |
| Book of Warriors                                                | 1836      | houtsnedeprentreeks        |
| The hundred poems explained by a nurse                          | 1839      | houtsnedeprent             |
| Willow and Young Crows                                          | 1842      | schilderij op zijde        |
| A Wood Gatherer                                                 | 1849      | schilderij op zijde        |

## Invloed

### In Japan

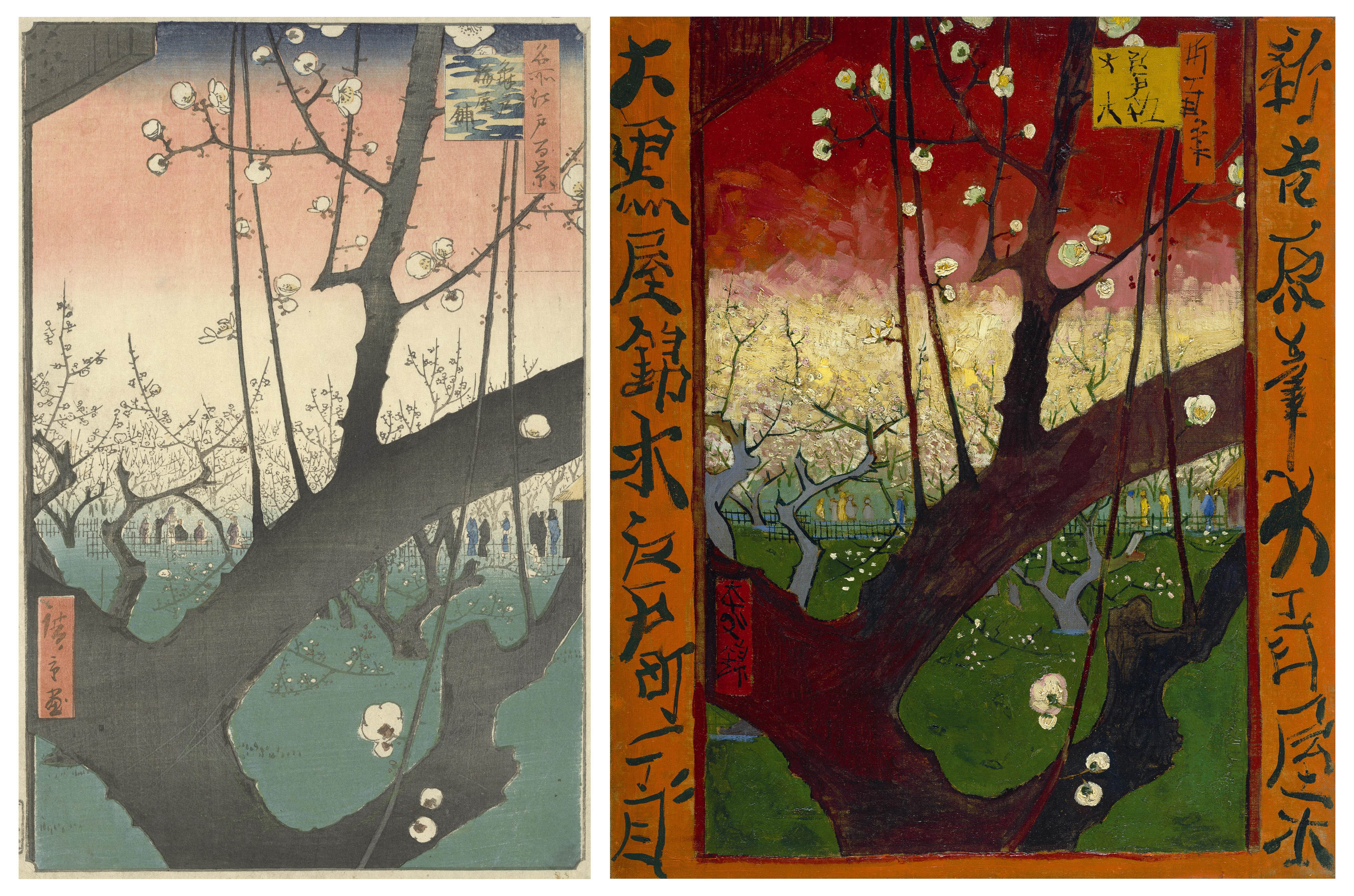
vergelijking van een werk van Hiroshige en een kopie van Van Gogh.

Hokusai had niet veel invloed op zijn landgenoten in zijn tijd. Men vermoedt wel dat Hokusai invloed heeft gehad op Hiroshige, want in 1839, na de "Zesendertig gezichten op de berg Fuji" van Hokusai gezien te hebben, zou Hiroshige begonnen zijn aan zijn professionele carrière als ukiyo-e-kunstenaar. Vanaf dat moment zijn deze twee artiesten heel hun leven lang concurrenten gebleven.
Hij heeft ook Kunisada en Kuniyoshi beïnvloed. Natuurlijk waren ook zijn leerlingen een resultaat van de invloed dat hij op mensen had. Hokkei (1780-1850), Shinsai, Hokuju en Hokutai waren enkele van zijn bekendste leerlingen.

### In het Westen
De ukiyo-e-kunstenaars, waaronder Hokusai, hebben kennelijk vele schilders in het westen beïnvloed met hun schilderwerken. Dit kwam bijvoorbeeld omdat vier jaar na de dood van Hokusai de grenzen open gingen voor het Westen. Enkele van deze geïnteresseerden waren onder andere Van Gogh en Degas. Voor vele westerse schilders was de techniek van Hokusai heel Japans, hoewel dit in Japan zelf als een westerse stijl werd ondervonden.

## Werk in openbare collecties (selectie)
- Metropolitan Museum of Art, New York[13]
- Metropolitan Museum of Fine Arts, Boston[14]
- Rijksmuseum Amsterdam[15]